# Milda Valčiukaitė
Milda Valčiukaitė, född 24 maj 1994 i Vilnius, är en litauisk roddare.
Valčiukaitė blev olympisk bronsmedaljör i dubbelsculler vid sommarspelen 2016 i Rio de Janeiro. Vid olympiska sommarspelen 2020 i Tokyo slutade Valčiukaitė på fjärde plats tillsammans med Donata Karaliene i dubbelsculler.